# Nerita plicata
Nerita plicata is een slakkensoort uit de familie Neritidae. De wetenschappelijke naam is gepubliceerd in 1758 door Linnaeus in de tiende editie van Systema naturae.